# Raúl Eusebio Díaz
Raúl Eusebio Díaz (Tafí Viejo, Tucumán, 18 de diciembre de 1954 - San Salvador de Jujuy, Jujuy, 27 de enero de 2020) fue un futbolista argentino que jugaba como volante o delantero.

## Carrera

### Atlético Tucumán
Nacido en Tafí Viejo, Díaz llegó a Atlético Tucumán debido a la relación que tenía su familia con el club, ya que era sobrino del ídolo decano Raúl Villalba. Díaz debutó en Atlético Tucumán en el año 1972, cuando el decano se coronó campeón de la Liga Tucumana y se ganó la clasificación al Nacional 1973. En 1973 obtuvo el bicampeonato tucumano y se aseguró su lugar en el Nacional 1974. En el año 1975 volvió a consagrarse campeón de la Liga Tucumana y tendría una gran actuación, al terminar primero en su grupo del Nacional 1975 y avanzar a la fase final del certamen.Díaz jugó en Atlético Tucumán hasta 1976.

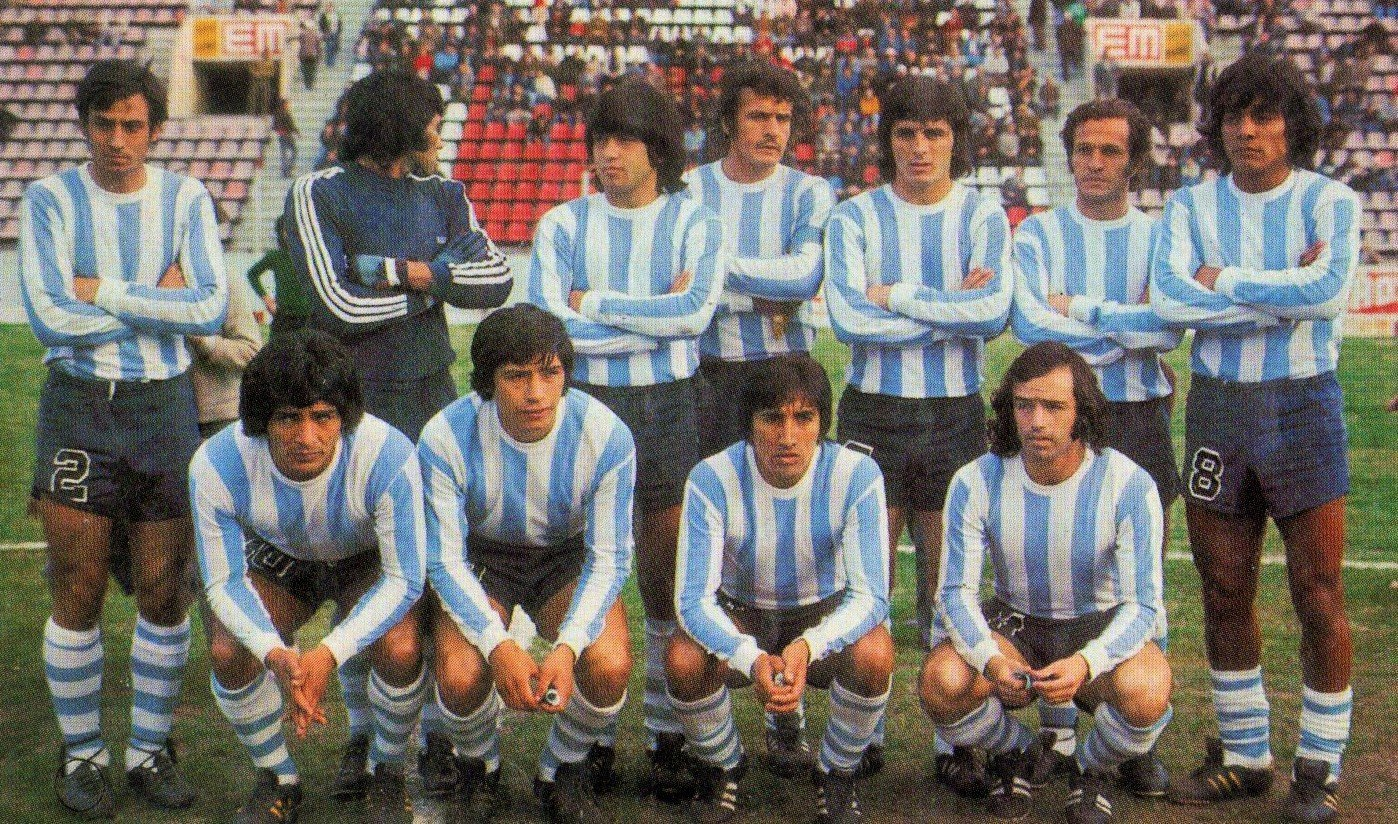
Formación de Atlético Tucumán en 1973.

### Rayo Vallecano
En 1977 viajó a España para tener su primera experiencia en el viejo continente. Ya en España, se sumó al Rayo Vallecano. Sin embargo, Díaz no se pudo adaptar y jugaría pocos partidos. Por problemas personales, el alevoso, se terminó retirando de muy joven del fútbol.

## Clubes
| Club             | País      |
| ---------------- | --------- |
| Atlético Tucumán | Argentina |
| Rayo Vallecano   | España    |

## Palmarés
| Título        | Equipo           | País      | Año  |
| ------------- | ---------------- | --------- | ---- |
| Liga Tucumana | Atlético Tucumán | Argentina | 1972 |
| Liga Tucumana | Atlético Tucumán | Argentina | 1973 |
| Liga Tucumana | Atlético Tucumán | Argentina | 1975 |